# Aleksander Ostermann-Tołstoj
Aleksander Iwanowicz hrabia Ostermann-Tołstoj, ros. Александр Иванович Остерман-Толсто́й, transl. Aleksandr Ivanovič Osterman-Tolstoj (ur. 1772, zm. 12 lutego 1857 w Le Petit-Saconnex, Szwajcaria) – oficer wojsk rosyjskich okresu wojen napoleońskich, wolnomularz.

## Życiorys
Był prawnukiem rosyjskiego dyplomaty Heinricha Johanna Friedricha Ostermanna. Ostermann-Tołstoj walczył 1788-1790 z sukcesami podczas wyprawy przeciwko Turcji pod komendą Suworowa, brał udział m.in. w zdobyciu Izmaiła w 1790.
W 1798 awansował do stopnia generała brygady, a w 1805 na generała dywizji. Brał udział w wielu bitwach przeciw armii napoleońskiej, m.in. pod Pruską Iławą w 1807, pod Ostrownem i pod Borodino w 1812 oraz pod Budziszynem w 1813. W bitwie pod Kulm stracił lewe ramię. Odznaczony Orderem Świętego Andrzeja Apostoła Pierwszego Powołania, Orderem Świętego Aleksandra Newskiego z diamentami, Orderami Świętego Jerzego II, III i IV klasy, Orderem Świętego Włodzimierza I klasy, Orderem Świętej Anny I klasy, Złotą Szablą „Za Dzielność” z diamentami, pruskim Orderem Czarnego Orła, Orderem Pour le Mérite, Krzyżem Za Kulm 1813, austriackim Krzyżem Wielkim Orderu Marii Teresy.